# Asmaa Mahfouz
Asmaa Mahfouz (in arabo أسماء محفوظ‎?; Il Cairo, 1º febbraio 1985) è un'attivista egiziana, una delle fondatrici del Movimento Giovanile del 6 aprile.

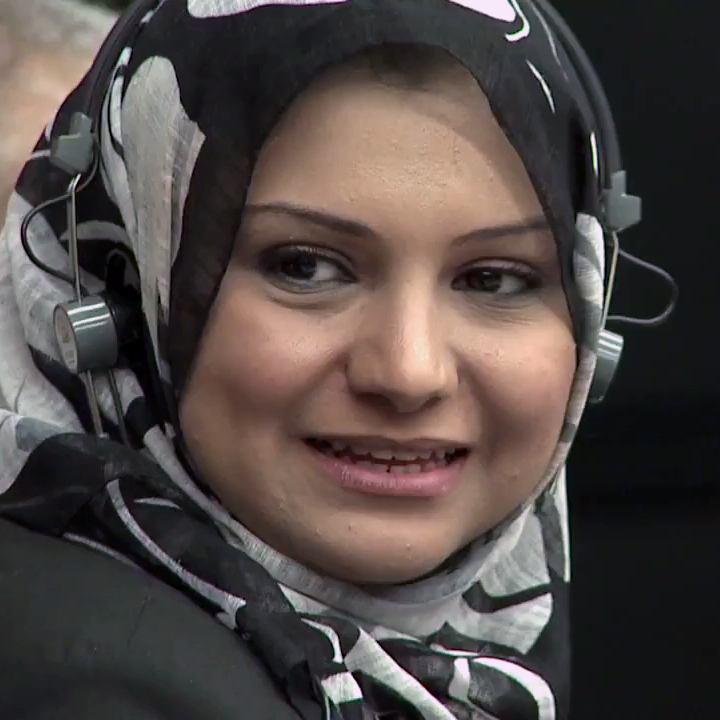
Asmaa Mahfouz

È stata riconosciuta dalla giornalista Mona Eltahawy e altri per aver contribuito a scatenare una rivolta di massa attraverso il suo video blog pubblicato una settimana prima dell'inizio della rivoluzione egiziana del 2011. È un membro di spicco della Coalizione egiziana dei giovani della rivoluzione e una dei leader della rivoluzione egiziana.
Nel 2011 è stata una delle cinque destinatarie del Premio Sacharov per la libertà di pensiero, assegnato per i contributi ai "cambiamenti storici nel mondo arabo". Gli altri beneficiari congiunti erano Ahmed al-Senussi, Razan Zaitouneh, Ali Farzat e Mohamed Bouazizi della Primavera Araba.
Arabian Business ha posizionato Mahfouz al numero 381 nella lista dei 500 arabi più influenti al mondo.

## Biografia
Nata il 1º febbraio 1985 in Egitto, Asmaa si è laureata in economia aziendale presso l'Università del Cairo. Successivamente si è unita a molti altri giovani egiziani nella fondazione del Movimento Giovanile del 6 aprile. Attualmente lavora per un'azienda di computer.
Hosni Mubarak aveva governato l'Egitto dal 1981, acquisendo poteri crescenti nel corso degli anni ed eliminando le libertà individuali grazie a una legge di emergenza che permetteva alla polizia di arrestare gli attivisti senza accusa. La corruzione è aumentata e, come è successo, la disuguaglianza tra ricchi e poveri e servizi sociali inadeguati hanno provocato un diffuso malcontento. Coloro che lavoravano nell'industria tessile a El-Mahalla el-Kubra sono diventati sempre più insoddisfatti delle loro condizioni di lavoro e dei bassi salari, spingendoli a pianificare uno sciopero nell'aprile 2008. Giovani attivisti in quello che divenne noto al Movimento giovanile del 6 aprile hanno sostenuto i lavoratori tessili, incoraggiando azione più ampia su Facebook e altri social network. Come i giornalisti indipendenti, molti di loro sono stati vessati e arrestati dalla polizia, ma hanno continuato a sostenere gli scioperanti. Asmaa Mahfouz è stata una di quelle che si sono unite a loro, imparando come fare un uso efficace del networking come mezzo per organizzare le proteste.

## Rivolta del gennaio 2011 in Egitto
Mahfouz è stato riconosciuta per aver scatenato le proteste che hanno dato inizio alla rivolta nel gennaio 2011 al Cairo. In un video blog pubblicato su Facebook il 18 gennaio, ha invitato gli egiziani a rivendicare i loro diritti umani e ad esprimere la loro disapprovazione per il regime di Hosni Mubarak. Il video è stato caricato su YouTube e, in pochi giorni, è diventato "virale". Rivolgendosi alla nazione egiziana, ha incoraggiato i manifestanti a radunarsi in piazza Tahrir, spiegando: "Quattro egiziani si sono dati fuoco per protestare contro l'umiliazione, la fame, la povertà e il degrado con cui hanno dovuto convivere per 30 anni... Oggi, uno di questi quattro è morto." Ha poi invitato i suoi compatrioti a "vergognarsi", spingendoli all'azione. "Invece di darci fuoco, facciamo qualcosa di positivo... Stare seduti a casa e solo seguirci al telegiornale o su Facebook porta alla nostra umiliazione."
In un'intervista con al-Mihwar TV, ha ricordato che una settimana prima del 25 gennaio aveva pubblicato un video su Facebook annunciando che sarebbe andata a piazza Tahrir per protestare. Mahfouz ha detto che altri quattro giovani egiziani si sono uniti a lei e che i servizi di sicurezza interna hanno rapidamente circondato e allontanato il gruppo dalla piazza.

Successivamente, ha pubblicato un altro video in cui annunciava la sua intenzione di tornare in piazza il 25 gennaio, festa nazionale in onore della polizia morta in uno scontro con le forze britanniche. In questo video, ha sfidato gli egiziani a scendere in strada, dicendo:
Se ti ritieni un uomo, vieni con me il 25 gennaio. Chi dice che le donne non dovrebbero andare alle proteste perché verrebbero picchiate, che abbia un po' di onore e virilità e venga con me il 25 gennaio. A chi dice che non ne vale la pena perché ci sarà solo una manciata di persone, voglio dirgli: "Sei tu la ragione dietro questo, e sei un traditore, proprio come il presidente o qualsiasi poliziotto della sicurezza che ci picchia in strada."
Più tardi, nel 2011, Mahfouz è stato arrestata con l'accusa di aver diffamato i governanti militari egiziani per averli definiti un "consiglio di cani". È stata deferita a un tribunale militare, spingendo attivisti, così come aspiranti presidenziali come Mohamed al-Baradei e Ayman Nour a protestare contro il suo incriminamento in un tribunale militare. Mahfouz è stato rilasciata su cauzione per un importo di 20.000 LE (equivalenti a circa 598,74 EUR), dopodiché il Consiglio supremo delle forze armate ha rinunciato alle accuse contro Asmaa e un altro attivista, Loay Nagaty. Il suo avvocato era Hossam Eisa.
Nell'ottobre 2011 è stato annunciato che, insieme ad altri quattro arabi, Mahfouz avrebbe ricevuto il Premio Sakharov del Parlamento europeo in riconoscimento del suo impegno per la libertà e i diritti umani. È stato spiegato che aveva contribuito a motivare gli egiziani a rivendicare i propri diritti su piazza Tahrir attraverso video su YouTube e post su Facebook e Twitter. Mahfouz è stata una degli unici due vincitori del premio che hanno partecipato alla cerimonia di presentazione al Parlamento europeo a Strasburgo il 14 dicembre 2011.

## Supporto di Occupy Wall Street
Il 23 ottobre 2011 Mahfouz ha tenuto una lezione al Liberty Plaza, in una dimostrazione di sostegno al movimento Occupy Wall Street. Quando le è stato chiesto perché è venuta alla protesta di OWS, ha risposto: "Molti dei residenti negli Stati Uniti erano solidali con noi. Quindi, dobbiamo andare avanti in tutto il mondo, perché un altro mondo è possibile per tutti noi."